# Gonomyia fuscofemorata
Gonomyia fuscofemorata là một loài ruồi trong họ Limoniidae. Chúng phân bố ở miền Australasia.